# Erwin Kalser
Erwin Kalser (Berlino, 22 settembre 1883 – Berlino, 26 marzo 1958) è stato un attore e regista teatrale tedesco.

## Biografia
Studiò all’università di Berlino e nel 1907 per via del suo lavoro Conrad Ferdinand Meyer in seinem Verhältnis zur italienischen Renaissance venne promosso a Dottore. Nel 1907 prese parte come attore alla compagnia itinerante (Märkischem Wandertheater) di Emil Geyer. Nel 1911 iniziò la sua carriera al Münchner Kammerspiele (Teatro da camera di Monaco) dove restò fino al 1922. I suoi ruoli includono il cassiere nel debutto di Von morgens bis Mitternacht di Georg Kaiser. Nel 1918 ebbe la parte di protagonista in Der Einsame di Hanns Johst e Der König nel 1920, lo stesso anno interpretò il poeta in Der Bettler di Reinhard Johannes Sorge.
Nel 1922 si spostò a Berlino dove recitò prima al Konzerthaus e, dal 1926, sotto Erwin Piscator al Volksbühne di Berlino e alla Neues Schauspielhaus. Ruoli importanti furono tra gli altri il colonnello nella prima di Sturmflut di Alfons Paquet nel 1926, lo zar nel debutto di Rasputin di Tolstoj (con Tilla Durieux) nel 1927 e la partecipazione a Der Kaufmann von Berlin di Walter Mehring. In numerose occasioni condusse la regia. Occasionalmente e nell’epoca in cui i film sonori si affermavano, Kalser apparve anche davanti alla macchina da presa.
Nel 1933 emigrò in Svizzera e lavorò nella Schauspielhaus di Zurigo. Qui lo si vede nei panni di un vecchio rabbino in Arthur Aronymus di Else Lasker-Schüler e nel 1939 portò in scena Piccola città di Thornton Wilder.
Dal 1939 visse a Hollywood e collaborò a molte produzioni cinematografiche nelle quali rappresentava colti signori anziani. Più volte impersonò un medico o operatore della croce rossa come in Stalag 17 (1953) di Billy Wilder, in cui interpretava l'incaricato che esaminava la sistemazione dei prigionieri di guerra americani nei lager tedeschi.
Dal 1946 al 1951 tornò nuovamente sul palco della Schauspielhaus di Zurigo, e nel 1952 tornò in Germania. Fu membro della compagnia teatrale del Staatliche Schauspielbühnen Berlin fino alla sua morte. Allo Schillertheater e allo Schlosspark Theater ottenne ruoli importanti come Shrewsbury in Maria Stuart (1952), (Il) Grande Inquisitore in Don Carlos (1955), Arnolfo in la scuola delle mogli di Molière (1955), Philemon in Filèmone e Bàuci di Ahlsen, Polonio in Amleto (1957), Kaiser in Das Käthchen von Heilbronn (1957) e il ruolo di protagonista in Nathan il saggio (1957).
Kalser era sposato con la sceneggiatrice Irma von Cube. Suo figlio Konstantin Kalser fu regista e produttore.

## Filmografia (parziale)
| - 1920: George Bully - 1922: Die Talfahrt des Severin Hoyer - 1923: I.N.R.I. - 1925: Namenlose Helden - 1928: Anastasia, die falsche Zarentochter - 1928: Rasputins Liebesabenteuer - 1929: Napoleon auf St. Helena - 1930: Die letzte Kompagnie - 1930: Der Schuß im Tonfilmatelier - 1930: Dreyfus - 1930: Ein Burschenlied aus Heidelberg - 1931: Der Herzog von Reichstadt - 1932: Der weiße Dämon - 1932: Un affare misterioso - 1932: Das erste Recht des Kindes - 1933: Rund um eine Million | - 1933: Herthas Erwachen - 1933: Was wissen denn Männer - 1938: Füsilier Wipf - 1941: Dressed to Kill - 1941: The Devil Commands - 1942: Delitti senza castigo - 1943: Mission to Moscow - 1943: Die Wacht am Rhein (Watch on the Rhine) - 1944: Address Unknown - 1944: They Live in Fear - 1945: Berlino Hotel - 1948: Nach dem Sturm - 1952: Frau in Weiß (The Girl in White) - 1953: Stalag 17 - L'inferno dei vivi - 1955: Operazione walkiria - 1956: Stresemann |

## Letteratura
- Anna Beck: Erwin Kalser. (Hrsg.): Theaterlexikon der Schweiz. Band 2, Chronos, Zurigo 2005, ISBN 3-0340-0715-9, S. 958 f.

- Erwin Kalischer: Conrad Ferdinand Meyer in seinem Verhältnis zur italienischen Renaissance. Mayer & Müller, Berlin 1907 (= Berlino, Univ., Phil. Diss., 1907).

- Kay Weniger: 'Es wird im Leben dir mehr genommen als gegeben …'. Lexikon der aus Deutschland und Österreich emigrierten Filmschaffenden 1933 bis 1945. Eine Gesamtübersicht. S. 273 f., ACABUS-Verlag, Amburgo